# 淺紅尾樸麗魚
淺紅尾樸麗魚，為輻鰭魚綱鱸形目隆頭魚亞目慈鯛科的其中一種，分布於非洲維多利亞湖流域，體長可達10公分，棲息在岩石底質的淺水域，以岩石上的藻類為食，生活習性不明。

## 擴展閱讀
維基物種上的相關：淺紅尾樸麗魚